# Supercoppa Dante Berretti 2018
La Supercoppa Dante Berretti 2018 è stata la 1ª edizione della competizione, consistente in una finale a gara unica in cui si sono affrontate la società di Serie C e la società di Serie A vincitrici della rispettiva categoria del Campionato nazionale Dante Berretti 2017-2018. Il Sassuolo ha conquistato il trofeo per la prima volta.

## Tabellino
| Arbitro: | Natilla (Molfetta) |

|  |           |                                |
|  | Marcatori | 40’, 85’ Raspadori 88’ Aurelio |